# Segundo Castillo
Segundo Castillo (San Lorenzo, 15 mei 1982) is een Ecuadoraanse betaald voetballer die bij voorkeur op het middenveld speelt. Hij verruilde Rode Ster Belgrado in juli 2010 voor Sociedad Deportivo Quito. Op 17 augustus 2005 debuteerde Castillo tegen Venezuela in het Ecuadoraans voetbalelftal, waarvoor hij meer dan zestig interlands speelde.

## Clubcarrière
Castillo is een middenvelder die zijn carrière begon bij Club Deportivo Espoli. In 2003 verhuisde hij naar El Nacional waar hij drie seizoenen speelde. In 2006 werd hij opgepikt door Rode Ster Belgrado, waar hij acht goals scoorde in zijn eerste seizoen. Onder meer Juventus FC toonde interesse, maar Rode Ster wilde de middenvelder echter niet laten gaan, waardoor er geen transfer volgde. Belgrado verhuurde hem in seizoen 2008/09 niettemin aan Everton FC en in 2009/10 aan Wolverhampton Wanderers FC. Met Everton stond hij op 30 mei 2009 (als bankzitter) in de finale van de strijd om de FA Cup. Daarin verloor de ploeg van trainer-coach David Moyes met 2-1 van Chelsea door goals van Didier Drogba en Frank Lampard.

## Interlandcarrière
Castillo speelde zijn eerste interland op 17 augustus 2005 tegen Venezuela en werd opgenomen in de selectie voor de kwalificatie voor het WK voetbal 2006. Tijdens dit WK was Castillo een vaste kracht in het basiselftal. Het wereldkampioenschap voetbal 2014 in Brazilië moest Castillo aan zich voorbij laten gaan door een blessure, opgelopen in een oefeninterland tegen Mexico.
| WK-statistieken                | Club        | Positie      | W |   |   | D | A |   |   |   |
| ------------------------------ | ----------- | ------------ | - | - | - | - | - | - | - | - |
| Ecuador op het WK voetbal 2006 | El Nacional | Middenvelder | 3 | 0 | 0 | 0 | 0 | 1 | 0 | 0 |

## Erelijst
El Nacional
- Campeonato Ecuatoriano

2005 (C), 2006
 Barcelona SC
- Campeonato Ecuatoriano

2016